# Mistrovství světa ve florbale do 19 let 2023
Mistrovství světa ve florbale mužů do 19 let 2023 bylo 12. ročníkem mistrovství světa juniorů. Mistrovství se konalo od 26. do 30. dubna 2023 v dánském městě Frederikshavn. Bylo to poprvé co Dánsko pořádalo juniorské mistrovství.
Vítězem se stalo Švédsko po porážce Švýcarska ve finále. Pro Švédy to byl celkově šestý titul a první po 10 letech. Český tým neobhájil mistrovský titul z předchozích dvou šampionátů v letech 2019 a 2021 a skončil na čtvrtém místě po prohře na nájezdy v zápase o bronz proti Finsku.

## Kvalifikace
Závěrečného turnaje se poprvé zúčastnilo 16 národních týmů. Nejlepších devět reprezentací z předchozího mistrovství v roce 2021, tedy včetně prvního Česka a pořádajícího devátého Dánska, bylo nasazeno přímo. O zbývajících sedmi účastnících se rozhodlo v regionálních kvalifikacích.

Pořadatel (Dánsko)
Nasazení na základě pořadí na minulém mistrovství
Kvalifikovaní
Nekvalifikovaní

Z americké kvalifikace, konané 2. a 3. září 2022 v americkém městě Draper mezi Spojenými státy a Kanadou, postoupil domácí tým.
Asijsko-oceánská kvalifikace se uskutečnila mezi 29. zářím a 1. říjnem v novozélandském Wellingtonu. Rozhodovalo se v ní o dvou postupujících.
O zbývající čtyři místa se hrálo ve dvou evropských kvalifikacích, které se konaly 24. až 28. ledna 2023 v rakouském Salcburku a španělském El Escorial. Do každé z nich bylo původně přihlášeno šest reprezentací, ze kterých postoupily nejlepší dva týmy. Ugandská reprezentace, která měla soutěžit ve španělské skupině, se ale kvalifikace nakonec nezúčastnila.
| Akce                                            | Místenky | Kvalifikovaní | Poř. 2021 | Počet účastí | Po sobě | Posl. účast | Nejlepší umístění                       |
| ----------------------------------------------- | -------- | ------------- | --------- | ------------ | ------- | ----------- | --------------------------------------- |
| Nejlépe umístěné země na předchozím mistrovství | 9        | Česko         | 1.        | 12           | 12      | 2021        | Vítězové (2019, 2021)                   |
| Nejlépe umístěné země na předchozím mistrovství | 9        | Finsko        | 2.        | 12           | 12      | 2021        | Vítězové (2003, 2011, 2015, 2017)       |
| Nejlépe umístěné země na předchozím mistrovství | 9        | Švédsko       | 3.        | 12           | 12      | 2021        | Vítězové (2001, 2005, 2007, 2009, 2013) |
| Nejlépe umístěné země na předchozím mistrovství | 9        | Švýcarsko     | 4.        | 12           | 12      | 2021        | 2. místo (2001, 2013, 2015)             |
| Nejlépe umístěné země na předchozím mistrovství | 9        | Lotyšsko      | 5.        | 12           | 12      | 2021        | 4. místo (2001, 2005)                   |
| Nejlépe umístěné země na předchozím mistrovství | 9        | Německo       | 6.        | 3            | 2       | 2021        | 6. místo (2021)                         |
| Nejlépe umístěné země na předchozím mistrovství | 9        | Slovensko     | 7.        | 9            | 9       | 2021        | 5. místo (2015)                         |
| Nejlépe umístěné země na předchozím mistrovství | 9        | Polsko        | 8.        | 7            | 2       | 2021        | 6. místo (2015)                         |
| Nejlépe umístěné země na předchozím mistrovství | 9        | Dánsko        | 9.        | 9            | 4       | 2021        | 6. místo (2017)                         |
| Americká kvalifikace                            | 1        | USA           | –         | 1            | 1       | –           | 14. místo (2019 – divize B)             |
| Asijsko-oceánská kvalifikace                    | 2        | Austrálie     | –         | 1            | 1       | –           | 12. místo (2017 – divize B)             |
| Asijsko-oceánská kvalifikace                    | 2        | Singapur      | –         | 1            | 1       | –           | 12. místo (2005 – divize B)             |
| Evropská kvalifikace 1                          | 2        | Norsko        | –         | 10           | 1       | 2019        | 5. místo (2003, 2013)                   |
| Evropská kvalifikace 1                          | 2        | Rakousko      | 12.       | 2            | 2       | 2021        | 12. místo (2021, 2007 – divize B)       |
| Evropská kvalifikace 2                          | 2        | Estonsko      | 10.       | 4            | 2       | 2021        | 8. místo (2011)                         |
| Evropská kvalifikace 2                          | 2        | Slovinsko     | 11.       | 2            | 2       | 2021        | 10. místo (2019 – divize B)             |

## Místo konání
| Frederikshavn                      |
| ---------------------------------- |
| Arena Nord Celková kapacita: 2 700 |
|                                    |

## Základní skupiny

### Los
Los turnaje proběhl 12. prosince 2022. 16 účastnických zemí bylo rozděleno do čtyř skupin (A, B, C a D). Do skupin A a B se losovalo mezi nejlepšími týmy z předchozího mistrovství v roce 2021. Do skupin C a D se vybíralo z ostatních zemí, částečně naslepo, protože evropské kvalifikace ještě v době losování neproběhly.

### Systém
V základních skupinách spolu týmy hrály každý s každým od 26. do 28. dubna 2023. Za vítězství získaly dva body, za remízu jeden. Zápasy vyřazovací části se hrály 29. a 30. dubna.

### Skupina A

#### Tabulka
| Poř. | Tým      | Z | V | R | P | VG | IG | +/- | B |
| ---- | -------- | - | - | - | - | -- | -- | --- | - |
| 1.   | Česko    | 3 | 3 | 0 | 0 | 29 | 9  | +20 | 6 |
| 2.   | Finsko   | 3 | 2 | 0 | 1 | 26 | 9  | +17 | 4 |
| 3.   | Lotyšsko | 3 | 1 | 0 | 2 | 17 | 8  | +9  | 2 |
| 4.   | Polsko   | 3 | 0 | 0 | 3 | 3  | 49 | -46 | 0 |

#### Zápasy
| 26. dubna 2023 10:30 | Polsko | 2 : 18 (1:7, 1:7, 0:4) | Česko | Arena Nord B, Frederikshavn Návštěvnost: 185 |  |

| Zpráva |

| 26. dubna 2023 13:30 | Lotyšsko | 2 : 3 (1:0, 0:2, 1:1) | Finsko | Arena Nord B, Frederikshavn Návštěvnost: 297 |  |

| Zpráva |

| 27. dubna 2023 13:00 | Česko | 7 : 5 (3:1, 0:2, 4:2) | Finsko | Arena Nord A, Frederikshavn Návštěvnost: 721 |  |

| Zpráva |

| 27. dubna 2023 16:30 | Polsko | 1 : 13 (0:7, 0:4, 1:2) | Lotyšsko | Arena Nord B, Frederikshavn Návštěvnost: 129 |  |

| Zpráva |

| 28. dubna 2023 10:00 | Česko | 4 : 2 (0:0, 2:1, 2:1) | Lotyšsko | Arena Nord A, Frederikshavn Návštěvnost: 448 |  |

| Zpráva |

| 28. dubna 2023 13:00 | Finsko | 18 : 0 (7:0, 8:0, 3:0) | Polsko | Arena Nord A, Frederikshavn Návštěvnost: 250 |  |

| Zpráva |

### Skupina B

#### Tabulka
| Poř. | Tým       | Z | V | R | P | VG | IG | +/- | B |
| ---- | --------- | - | - | - | - | -- | -- | --- | - |
| 1.   | Švédsko   | 3 | 3 | 0 | 0 | 41 | 9  | +32 | 6 |
| 2.   | Švýcarsko | 3 | 2 | 0 | 1 | 28 | 12 | +16 | 4 |
| 3.   | Slovensko | 3 | 0 | 1 | 2 | 10 | 34 | -24 | 1 |
| 4.   | Německo   | 3 | 0 | 1 | 2 | 8  | 32 | -24 | 1 |

#### Zápasy
| 26. dubna 2023 16:00 | Slovensko | 2 : 19 (0:5, 0:7, 2:7) | Švédsko | Arena Nord A, Frederikshavn Návštěvnost: 378 |  |

| Zpráva |

| 26. dubna 2023 16:30 | Německo | 1 : 13 (1:3, 0:6, 0:4) | Švýcarsko | Arena Nord B, Frederikshavn Návštěvnost: 117 |  |

| Zpráva |

| 27. dubna 2023 10:00 | Slovensko | 6 : 6 (2:2, 1:2, 3:2) | Německo | Arena Nord A, Frederikshavn Návštěvnost: 390 |  |

| Zpráva |

| 27. dubna 2023 16:00 | Švédsko | 9 : 6 (3:1, 1:3, 5:2) | Švýcarsko | Arena Nord A, Frederikshavn Návštěvnost: 759 |  |

| Zpráva |

| 28. dubna 2023 16:00 | Švýcarsko | 9 : 2 (1:2, 7:0, 1:0) | Slovensko | Arena Nord A, Frederikshavn Návštěvnost: 378 |  |

| Zpráva |

| 28. dubna 2023 16:30 | Švédsko | 13 : 1 (4:0, 4:1, 5:0) | Německo | Arena Nord B, Frederikshavn Návštěvnost: 364 |  |

| Zpráva |

### Skupina C

#### Tabulka
| Poř. | Tým      | Z | V | R | P | VG | IG | +/- | B |
| ---- | -------- | - | - | - | - | -- | -- | --- | - |
| 1.   | Dánsko   | 3 | 2 | 1 | 0 | 27 | 6  | +21 | 5 |
| 2.   | Rakousko | 3 | 2 | 0 | 1 | 19 | 21 | -2  | 4 |
| 3.   | Estonsko | 3 | 1 | 1 | 1 | 24 | 16 | +8  | 3 |
| 4.   | USA      | 3 | 0 | 0 | 3 | 8  | 35 | -27 | 0 |

#### Zápasy
| 26. dubna 2023 19:00 | Dánsko | 14 : 1 (3:0, 7:0, 4:1) | USA | Arena Nord A, Frederikshavn Návštěvnost: 536 |  |

| Zpráva |

| 26. dubna 2023 19:30 | Rakousko | 10 : 7 (3:2, 5:3, 2:2) | Estonsko | Arena Nord B, Frederikshavn Návštěvnost: 123 |  |

| Zpráva |

| 27. dubna 2023 19:00 | Rakousko | 0 : 8 (0:2, 0:5, 0:1) | Dánsko | Arena Nord A, Frederikshavn Návštěvnost: 548 |  |

| Zpráva |

| 27. dubna 2023 19:30 | Estonsko | 12 : 1 (5:0, 4:0, 3:1) | USA | Arena Nord B, Frederikshavn Návštěvnost: 132 |  |

| Zpráva |

| 28. dubna 2023 19:00 | Estonsko | 5 : 5 (0:3, 2:0, 3:2) | Dánsko | Arena Nord A, Frederikshavn Návštěvnost: 719 |  |

| Zpráva |

| 28. dubna 2023 19:30 | USA | 6 : 9 (2:2, 1:7, 3:0) | Rakousko | Arena Nord B, Frederikshavn Návštěvnost: 197 |  |

| Zpráva |

### Skupina D

#### Tabulka
| Poř. | Tým       | Z | V | R | P | VG | IG | +/- | B |
| ---- | --------- | - | - | - | - | -- | -- | --- | - |
| 1.   | Norsko    | 3 | 3 | 0 | 0 | 41 | 8  | +33 | 6 |
| 2.   | Slovinsko | 3 | 1 | 0 | 2 | 27 | 26 | +1  | 2 |
| 3.   | Austrálie | 3 | 1 | 0 | 2 | 19 | 33 | -14 | 2 |
| 4.   | Singapur  | 3 | 1 | 0 | 2 | 13 | 33 | -20 | 2 |

#### Zápasy
| 26. dubna 2023 10:00 | Austrálie | 13 : 7 (3:2, 3:2, 7:3) | Slovinsko | Arena Nord A, Frederikshavn Návštěvnost: 375 |  |

| Zpráva |

| 26. dubna 2023 13:00 | Singapur | 0 : 15 (0:8, 0:3, 0:4) | Norsko | Arena Nord A, Frederikshavn Návštěvnost: 383 |  |

| Zpráva |

| 27. dubna 2023 10:30 | Austrálie | 4 : 9 (1:3, 1:4, 2:2) | Singapur | Arena Nord B, Frederikshavn Návštěvnost: 273 |  |

| Zpráva |

| 27. dubna 2023 13:30 | Slovinsko | 6 : 9 (1:2, 4:3, 1:4) | Norsko | Arena Nord B, Frederikshavn Návštěvnost: 325 |  |

| Zpráva |

| 28. dubna 2023 10:30 | Slovinsko | 14 : 4 (6:0, 5:2, 3:2) | Singapur | Arena Nord B, Frederikshavn Návštěvnost: 123 |  |

| Zpráva |

| 28. dubna 2023 13:30 | Norsko | 17 : 2 (4:1, 7:0, 6:1) | Austrálie | Arena Nord B, Frederikshavn Návštěvnost: 313 |  |

| Zpráva |

## Play off

### Pavouk
Hrály první dva týmy ze skupin A a B.
|  | Semifinále | Semifinále | Semifinále |  |  | Finále      | Finále      | Finále      |
|  |            |            |            |  |  |             |             |             |
|  | 1A         | Česko      | 2          |  |  |             |             |             |
|  | 2B         | Švýcarsko  | 7          |  |  |             |             |             |
|  |            |            |            |  |  |             | Švýcarsko   | 4           |
|  |            |            |            |  |  |             | Švédsko     | 7           |
|  | 1B         | Švédsko    | 12         |  |  |             |             |             |
|  | 2A         | Finsko     | 10         |  |  | Třetí místo | Třetí místo | Třetí místo |
|  |            |            |            |  |  |             | Česko       | 6           |
|  |            |            |            |  |  |             | Finsko      | 7           |

### Semifinále
| 29. dubna 2023 13:00 | Česko | 2 : 7 (0:1, 2:1, 0:5) | Švýcarsko | Arena Nord A, Frederikshavn Návštěvnost: 1 725 |  |

| Zpráva |

| 29. dubna 2023 16:00 | Švédsko | 12 : 10 (3:0, 2:2, 7:8) | Finsko | Arena Nord A, Frederikshavn Návštěvnost: 1 750 |  |

| Zpráva |

### Finále
| 30. dubna 2023 16:00 | Švýcarsko | 4 : 7 (1:1, 1:1, 2:5) | Švédsko | Arena Nord A, Frederikshavn Návštěvnost: 2 011 |  |

| Zpráva |

### O 3. místo
| 30. dubna 2023 13:00 | Česko | 6 : 7 pn (3:1, 1:4, 2:1, 0:0) | Finsko | Arena Nord A, Frederikshavn Návštěvnost: 1 290 |  |

| Zpráva |

### O 5. místo
Hrály třetí týmy ze skupin A a B.
| 29. dubna 2023 10:00 | Lotyšsko | 6 : 1 (1:0, 1:1, 4:0) | Slovensko | Arena Nord A, Frederikshavn Návštěvnost: 356 |  |

| Zpráva |

### O 7. až 10. místo
Hrály čtvrté týmy ze skupin A a B a první týmy ze skupin C a D.
|  | Play-off 1 a 2 | Play-off 1 a 2 | Play-off 1 a 2 |  |  | O 7. místo | O 7. místo | O 7. místo |
|  |                |                |                |  |  |            |            |            |
|  | 4A             | Polsko         | 2              |  |  |            |            |            |
|  | 1D             | Norsko         | 8              |  |  |            |            |            |
|  |                |                |                |  |  |            | Norsko     | 10         |
|  |                |                |                |  |  |            | Dánsko     | 4          |
|  | 4B             | Německo        | 3              |  |  |            |            |            |
|  | 1C             | Dánsko         | 4              |  |  | O 9. místo | O 9. místo | O 9. místo |
|  |                |                |                |  |  |            | Polsko     | 1          |
|  |                |                |                |  |  |            | Německo    | 15         |

| 29. dubna 2023 19:30 | Polsko | 2 : 8 (0:1, 2:6, 0:1) | Norsko | Arena Nord B, Frederikshavn Návštěvnost: 100 |  |

| Zpráva |

| 29. dubna 2023 19:00 | Německo | 3 : 4 (1:1, 1:1, 1:2) | Dánsko | Arena Nord A, Frederikshavn Návštěvnost: 987 |  |

| Zpráva |

### O 7. místo
| 30. dubna 2023 10:00 | Norsko | 10 : 4 (1:2, 6:1, 3:1) | Dánsko | Arena Nord B, Frederikshavn Návštěvnost: 420 |  |

| Zpráva |

### O 9. místo
| 30. dubna 2023 10:30 | Polsko | 1 : 15 (0:4, 1:6, 0:5) | Německo | Arena Nord A, Frederikshavn Návštěvnost: 137 |  |

| Zpráva |

### O 11. místo
Hrály druhé týmy ze skupin C a D.
| 29. dubna 2023 16:30 | Rakousko | 1 : 4 (0:1, 0:1, 1:2) | Slovinsko | Arena Nord B, Frederikshavn Návštěvnost: 103 |  |

| Zpráva |

### O 13. místo
Hrály třetí týmy ze skupin D a C.
| 29. dubna 2023 13:30 | Austrálie | 2 : 10 (1:4, 1:3, 0:3) | Estonsko | Arena Nord B, Frederikshavn Návštěvnost: 127 |  |

| Zpráva |

### O 15. místo
Hrály čtvrté týmy ze skupin C a D.
| 29. dubna 2023 10:30 | USA | 5 : 12 (2:4, 0:1, 3:7) | Singapur | Arena Nord B, Frederikshavn Návštěvnost: 205 |  |

| Zpráva |

## Konečné pořadí
| Pořadí           | Tým       |
| ---------------- | --------- |
| Zlatá medaile    | Švédsko   |
| Stříbrná medaile | Švýcarsko |
| Bronzová medaile | Finsko    |
| 4.               | Česko     |
| 5.               | Lotyšsko  |
| 6.               | Slovensko |
| 7.               | Norsko    |
| 8.               | Dánsko    |
| 9.               | Německo   |
| 10.              | Polsko    |
| 11.              | Slovinsko |
| 12.              | Rakousko  |
| 13.              | Estonsko  |
| 14.              | Austrálie |
| 15.              | Singapur  |
| 16.              | USA       |

## All Star tým
Členy All Star týmu se stali:
Brankář:  Mathias Juon
Obránci:  Jonathan Berglund,  Pascal Schmuki
Centr:  David Hermle
Útočníci:  Gabriel Kohonen,  Sakarias Ulriksson